# Åsa Wikforss
Åsa Wikforss (Suècia, 1961) és una professora de filosofia teòrica a la universitat d'Estocolm. El seu camp d'investigació és la intersecció entre la filosofia de la ment, del llenguatge i l'epistemologia, àmbit sobre el qual ha publicat una multitud de treballs. És membre de diverses xarxes internacionals i consells de recerca, i recentment ha estat escollida per formar part de la Reial Acadèmia Sueca de la Ciència. El setembre de 2017 va publicar Alternativa fakta. Om kunskapen och dess fiender (Fets alternatius. Sobre el coneixement i els seus enemics), una obra que ha tingut un fort impacte a Suècia. El 2018 va fer més d'un centenar d'aparicions públiques per parlar de coneixement i resistència al coneixement, tant a Suècia com a la resta del món. En particular, ha treballat sobre la qüestió de la «ment estesa», que posa en valor la importància de les interaccions amb l'entorn i la seva relació en la formació de les nostres creences. Participa activament en el debat públic a Suècia, tant en la premsa escrita com a la televisió i la ràdio.

## Publicacions
- Wikforss, Åsa (2017). Alternativa fakta: om kunskapen och dess fiender. [Lidingö]: Fri tanke. Libris 20715327. ISBN 978-91-87935-89-3